# 宇部情報システム
株式会社宇部情報システム（うべじょうほうシステム、英: Ube Information Systems,Inc.）は、山口県宇部市に本社を置く、日本のシステムインテグレーター（ユーザー系）。

## 概要
UBE （旧:宇部興産）株式会社情報システム部の一部機能の分社化に伴い、UBEが100%出資する子会社として設立された。その後、2001年にオージス総研（大阪ガス子会社）の出資を受け、現在はDaigasグループから代表取締役社長を選任している。

## 沿革
- 1983年 - 会社設立
- 1986年 - 東京支社（現:東京オフィス）開設
- 1991年 - 大阪オフィス開設
- 1992年 - 笠戸情報システムを吸収合併、徳山営業所（現:周南オフィス）を開設
- 2001年 - オージス総研資本参加
- 2017年 - 福岡Lab開設
- 2018年 - 福岡開発センター、名古屋オフィス開設

## 事業所
- 本社 - 山口県宇部市相生町8-1 宇部興産ビル
- 東京オフィス - 東京都港区浜松町1-22-5 KDX浜松町センタービル
- 名古屋オフィス - 愛知県名古屋市東区東桜1-1-10 アーバンネット名古屋ビル
- 大阪オフィス - 大阪市北区堂島1-6-20 堂島アバンザ
- 周南オフィス - 山口県周南市御幸通1-5 徳山御幸通ビル
- 情報通信センター - 山口県宇部市相生町8-1 宇部興産ビル
- 福岡Lab - 福岡県大野城市御笠川2-4-10
- 福岡開発センター - 福岡県福岡市博多区博多駅東2-5-19 サンライフ第3ビル